# Епархия Нейвы

Герб епархии Нейвы

Епархия Нейвы (лат. Dioecesis Neivensis) — епархия Римско-Католической церкви с центром в городе Нейва. Епархия Нейвы входит в митрополию Ибаге. Кафедральным собором епархии Нейвы является церковь Успения Пресвятой Девы Марии.

## История
С 21 июля 1895 года по 20 мая 1900 года город Нейва был центром епархии Толимы.
24 июля 1972 года Римский папа Павел VI издал буллу «Ad aptius tutiusque», которой разделил епархию Гарсона-Нейвы на епархии Нейвы и Гарсона. В этот же день епархия Нейвы вошла в митрополию Попаяна.
4 декабря 1974 года епархия Нейвы вошла в митрополию Ибаге.

## Ординарии архиепархии
- епископ Rafael Sarmiento Peralta (24.07.1972 — 12.01.1985) — назначен архиепископом Нуэва-Памплоны;
- епископ Hernando Rojas Ramírez (1.07.1985 — 19.01.2001);
- епископ Ramón Darío Molina Jaramillo O.F.M.[1] (19.01.2001 — 4.02.2012);
- епископ Froilán Tiberio Casas Ortíz (4.02.2012 — по настоящее время).

## Источник
- Annuario Pontificio, Libreria Editrice Vaticana, Città del Vaticano, 2003, ISBN 88-209-7422-3
- Булла Ad aptius tutiusque  (лат.)